# Longwu-kejsaren
Longwu-kejsaren (隆武帝; Lóngwǔ dì), personnamn Zhu Yujian (朱聿鍵; Zhū Yùjiàn), född 1602, död 1646, var en kejsaren i den kinesiska Södra Mingdynastin och regerade 1645 till 1646.
Zhu Yujian var en nionde generations ättling till Mingdynastins grundare Hongwu-kejsaren. 1632 alternativt 1641 ärvde han titeln Prinsen av Tang från sin far.
Efter att Södra Mingdynastins säte i Nanjing blivit erövrat i juni 1645 av Qingdynastins trupper flydde Zhu Yujian till Hangzhou och sedan vidare till Fujian. 18 augusti 1645 kröntes Zhu Yujian i Fuzhou i Fujian, som blev kejsare, och Fuzhou blev Södra Mingdynastins nya säte. Även Prinsen av Lu aspirerade på kejsartiteln och i augusti etablerade även han ett hov i Shaoxing i Zhejiang. De båda maktcentrumen uppehöll ett ytligt sken av samarbete, men de stred även mot varandra.
För att försöka återta Nanjing gjorde kejsar Logwu militära kampanjer norrut, men utan resultat. I stället krossades Södra Mingdynastins hov i Fuzhou på våren 1646 när Qingdynastin avancerade mot söder. Kejsar Longwu flyttade hovet västerut till Fujians inland, men drevs söder ut mot Tingzhou av de jagande styrkorna. 6 oktober tillfångatogs kejsar Longwu i Tingzhou, varefter han förflyttades till Fuzhou där han avrättades.
Longwu-kejsaren fick tempelnamnet Shaozong (紹宗).

## Regeringsperioder
- Longwu (隆武), 1645–1646